# Понзари (Ивановский сельсовет)
Понзари — упразднённое село в Сампурском районе Тамбовской области. На момент упразднения входило в состав Ивановского сельсовета. В 2023 году включено в состав села Понзари Серединовского сельсовета.

## География
Площадь села — 2,1 км². Село расположено в 5 километрах от административного центра сельсовета и в 23 километрах от райцентра.

## История
В начале XVIII века поселенцы из села Кузьминки нынешнего Знаменского района поселились на месте слияния рек Понзарь и Цна.

## Население
| 2010 |
| ---- |
| 9    |